# Hala „Orbita”

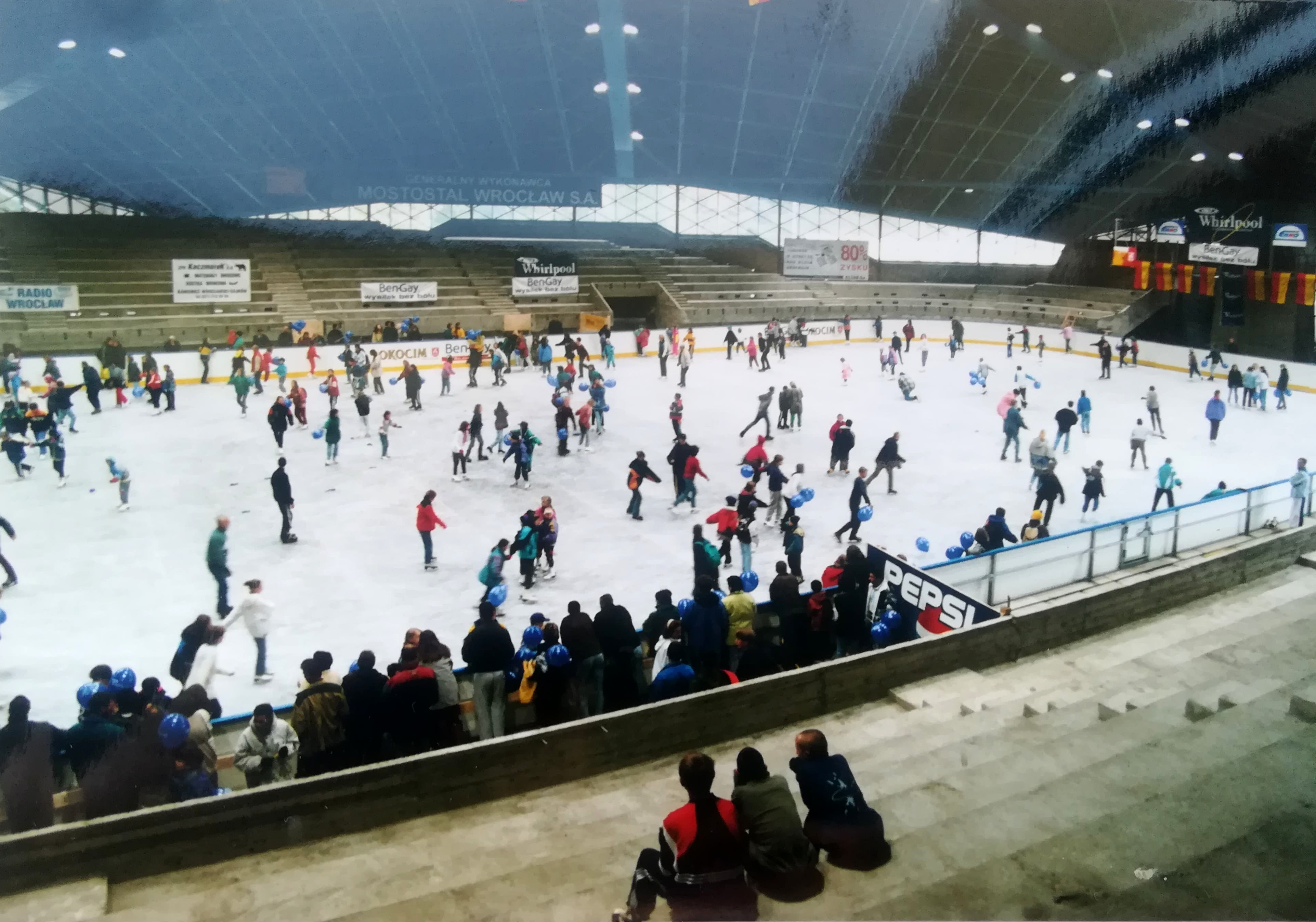
Otwarcie pełnowymiarowego lodowiska na głównej płycie w listopadzie 1998

Hala sportowo-widowiskowa „Orbita” – kompleks przystosowany do organizowania rozgrywek o randze krajowej i międzynarodowej w: hokeju na lodzie (pełnowymiarowe lodowisko w hali głównej oraz małe lodowisko rozgrzewkowe wykorzystywane obecnie jako miejska ślizgawka), siatkówce, piłce ręcznej, koszykówce, halowej piłce nożnej oraz gimnastyce artystycznej, a także miejsce organizacji zawodów sportów walki oraz koncertów i imprez artystycznych, targów, wystaw, kongresów oraz sympozjów naukowych.
W skład kompleksu wchodzą dwie hale: duża z widownią blisko 3 tys. miejsc oraz mała, która przeznaczona jest głównie na lodowisko, boisko lub boczną salę towarzyszącą. Hala jest w pełni klimatyzowana, wentylowana i ogrzewana.
Specyfika:
- Oświetlenie płyty głównej – 3500 luksów
- Kubatura hali – 68 406 m³
- Wysokość budowli – 34 mb
- Wysokość wewnętrzna hali 29 mb
- Nagłośnienie strefowe
- Monitoring publiczności

## Historia
Obiekt zaprojektowany przez architekta Marka Dziekońskiego, projektanta m.in. rotundy Panoramy Racławickiej we Wrocławiu oraz Stadionu Zimowego w Tychach.